# Бентон (Луизијана)
Бентон (енгл. Benton) град је у америчкој савезној држави Луизијана.

## Демографија
По попису из 2010. године број становника је 1.948, што је 87 (-4,3%) становника мање него 2000. године.
| Група             | 2000.         | 2010.         |
| Белци             | 1.067 (52,4%) | 1.036 (53,2%) |
| Афроамериканци    | 858 (42,2%)   | 790 (40,6%)   |
| Азијати           | 1 (0,0%)      | 8 (0,4%)      |
| Хиспаноамериканци | 63 (3,1%)     | 70 (3,6%)     |
| Укупно            | 2.035         | 1.948         |